# Lesques de Pirra
Lesques de Pirra (griego antiguo Λέσχης, Léskhês), también llamado Lesches y Lescher, fue un poeta griego nacido en Pirra o en Mitilene, ciudades de la isla de Lesbos.
Vivió hacia el año 700 a. C., y según la Descripción de Grecia de Pausanias, era hijo de Esquilino. Quizá parte de su vida y su carrera transcurriera en Mitilene, puesto que Proclo se refiere a él como Lesques de Mitilene.
El historiador lesbio Fanias consideró a Lesques autor del poema conocido como la Pequeña Ilíada, que narra los hechos comprendidos entre la muerte de Aquiles y la toma de Troya. 